# Königliches Militärinstitut für Leibeserziehung

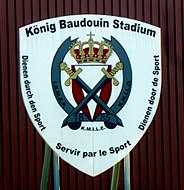
Wappen der KMILE am König-Baudouin-Stadion

Das Königliche Militärinstitut für Leibeserziehung (KMILE) (französisch Institut Royal Militaire d’Education Physique (IRMEP), niederländisch Koninklijk Militair Instituut voor Lichamelijke Opvoeding (KMILO)) ist eine Sportschule der belgischen Streitkräfte. Sie wurde 1885 als erste offizielle Einrichtung für Leibeserziehung des belgischen Militärs in der ehemaligen Geruzet-Kaserne in Etterbeek bei Brüssel eingerichtet und hat seit 1947 ihren Standort für bis zu 100 Soldatinnen und Soldaten in der „Caserne Sous-Lieutenant Antoine“ in Eupen-Unterstadt im Tal der Weser.

## Geschichte
Per Entscheid des zuständigen belgischen Kriegsministers General Charles Pontus vom 22. Dezember 1885 wurde zunächst eine „Normalschule für Fechten“ zur Ausbildung von Fechtmeistern und Übungsleitern für das belgische Militär gegründet und am 12. Januar 1886 in der Geruzet-Kaserne in Etterbeek eingeweiht. Wenige Jahre später wurde der Turnunterricht eingeführt und die Schule im Jahr 1894 in „Normalschule für Fechten und Turnen“ umbenannt. 1904 wurden sowohl der Lehrplan um die Fächer Anatomie, Physiologie sowie Methodik und Didaktik erweitert und die Studienzeiten entsprechend verlängert, als auch Labore für Sportmedizinische Untersuchungen eingerichtet.
Während des Ersten Weltkrieges musste die Schule von 1914 bis 1919 geschlossen werden, dennoch wurden Lehrgänge für militärisches Kampftraining und Bajonettfechten an verschiedenen Orten durchgeführt. Nach dem Krieg wurde die Ausbildungsstätte wieder neu aufgebaut und am 30. März 1921 per königlichem Erlass zum „Militärinstitut für Leibeserziehung“ (MILE) ernannt.
Zu Beginn des Zweiten Weltkrieges musste das Institut 1939 erneut schließen und mit der Kapitulation Belgiens am 18. Mai 1940 wurden alle Militärangehörige des Instituts als Kriegsgefangene angesehen. Viele der aus Wallonien stammenden Soldaten, darunter mehrere Offiziere aus dem Eupener Institut, kamen in ein Gefangenenlager bei Prenzlau. Sie beschlossen, die sportlichen Aktivitäten im Lager weiterzuführen und organisierten tägliche Gymnastikkurse und diverse Sportveranstaltungen. Ferner boten sie unterstützt von anwesenden Medizinern und durch Lektüre von Lehrbüchern des Internationalen Roten Kreuzes improvisierte Sportkurse an.

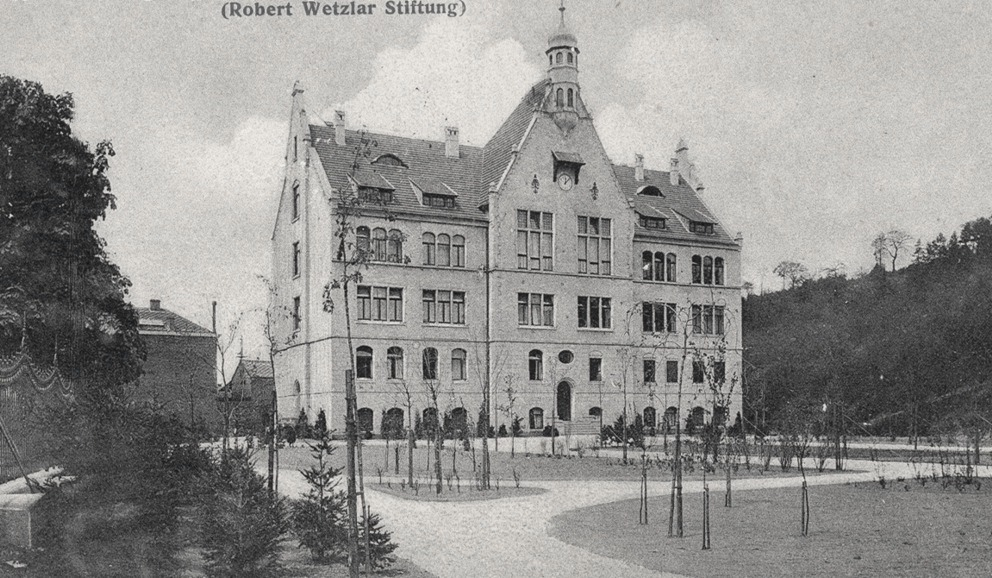
Ehemalige Wetzlarschule, später Stabsgebäude

Nach dem Krieg richtete sich das Institut ab Juli 1945 vorübergehend in Tournai ein und zog 1946 in das ebenfalls provisorisch hergerichtete Chateau de Battel bei Mechelen in der Provinz Antwerpen um. Am 15. Februar 1947 wechselte es schließlich nach Eupen, wo es in der Caserne Sous-Lieutenant Antoine untergebracht wurde, in der zuvor von 1929 bis 1940 das 2. Regiment der Carabiniers-Cyclistes stationiert gewesen war. Die dortigen Gebäude hatten bis 1920 der von Robert Wetzlar gestifteten und von seiner Frau Mathilde geleiteten „Gewerblichen und kaufmännischen Fachschule für Knaben und Mädchen“ gedient, die nach der Eingliederung des preußischen Kreises Eupen in den belgischen Staat im Jahr 1920 in Folge des Versailler Vertrags geschlossen und nach Bonn verlegt worden war.
Nachdem Belgien 1948 zu den Gründungsmitgliedern des Conseil International du Sport Militaire (CISM) gehörte, erhielt das Sportinstitut eine größere Bedeutung. Viele der Teilnehmer an den von der CISM jährlich ausgetragenen Militärweltmeisterschaften und den alle vier Jahre ausgetragenen Militärweltspielen wurden zuvor in Eupen ausgebildet und trainiert. Dafür wurden die praktischen und theoretischen Inhalte der Sportlehrgänge stetig ergänzt, aktualisiert und modernisiert. Zudem öffnete sich das Institut für die örtlichen Sportvereine und überregionalen Sportverbände und organisierte gemeinsame Sportveranstaltungen, bot Unterbringung von Gästen sowie Transportmöglichkeiten an.
Anlässlich des 75. Jahrestages ihres Bestehens wurde per königlichem Erlass vom 17. Juni 1960 die Einrichtung in „Königliches Militärinstitut für Leibesübungen“ umbenannt. Nachdem das belgische Militär ab 1975 Frauen für die Streitkräfte zugelassen hatte, meldeten sich jetzt zunehmend Soldatinnen zu den Lehrgängen des Instituts. Schließlich wurde 1997 das KMILE für seine Integration in das gesellschaftliche und sportliche Leben und den freundschaftlichen Kontakt zwischen den Verantwortlichen des Instituts und der Stadt mit der Ehrenbürgerschaft der Stadt Eupen ausgezeichnet. Dennoch stellt sich in jüngster Zeit immer wieder die Frage, inwieweit sich die gemeinsame Nutzung der Sportstätten weiterhin gestalten lässt und die laufenden Kosten für die Instandhaltung der Sportstätten verteilt werden können oder ob das Sportinstitut eventuell ganz aus Eupen abgezogen werden müsse.
Ihre Außensportanlagen befinden sich auf dem Höhenrücken Schönefeld zwischen Eupen-Unterstadt und dem Weiler Nispert. Von 2015 bis Juni 2020 hatte mit Major Nathalie Beerden erstmals eine Frau das Kommando über das Militärinstitut.

## Konzepte und Inhalte
Die ersten Lehrgänge dienten vor allem dem Erlernen des Fechtsports und wurden ab 1894 nach deren Einführung für die Armee durch General Louis Brassine um die Bereiche Gymnastik und Turnen ergänzt, die sich an den Lehrmethoden von Francisco Amorós und Friedrich Ludwig Jahn orientierten. Nach einer Studienfahrt im Jahr 1902 des neuen Kommandanten der Schule, Clément Lefébure, nach Schweden, in deren Verlauf er die so genannte Schwedische Gymnastik kennengelernt hatte, führte er diese anschließend in der Eupener Schule ein. Er bewies in einer sechsmonatigen Studie, dass sich die von Pehr Henrik Ling entwickelte Körperschulung, die selbst eine Weiterentwicklung der Trainingsmethoden unter anderem von Johann Christoph Friedrich GutsMuths war, gegenüber den bisherigen Methoden als effektiver erwies. Mitte der 1920er-Jahre wurde diese Form der Gymnastik auch als Grundlage für die zivilen Grund- und Primarschule übernommen.
Nachdem die Schule 1921 zum Militärinstitut für Leibeserziehung umgestellt worden war, wurde die Laborforschung intensiviert und namhafte Professoren der Freien Universität in Brüssel als Laborleiter verpflichtet. Aufgrund deren Initiative konnten ab 1933 für die Sportsoldaten erstmals amtliche Gesundheits-Karteikarten eingeführt werden, die auch dem Belgischen Olympischen und Interföderalen Komitee und anderen Sportverbänden als Kontrolle für die medizinische Bewertung der Athleten dienten. Darüber hinaus konnte das Lehrangebot ausgebaut und beispielsweise Militärärzte zu Sportmediziner ausgebildet werden. Ebenso wurden die Inhalte der Gymnastikschulung von der älteren statischen zu einer moderneren dynamischen Erziehungsmethode umgestellt, die auf Kenntnissen von Niels Bukh und J. G. Thulin basierten.
Nachdem sich das Institut nach dem Zweiten Weltkrieg in Eupen niedergelassen hatte, kam es 1950 zu einschneidenden Veränderungen im Lehrplan. Neben Gymnastik spielte nunmehr die Ausdauer sowie Klettern, Werfen und Springen als körperliche Basisausbildung eine immer größere Rolle im Lehrplan, ebenso wie die militärische Kampfausbildung und die soziale Komponente. Dabei richtete sich das Institut nach der „Méthode Naturelle“ des französischen Marineoffiziers Georges Hébert. Ebenso beeinflusste sowohl der Beitritt Belgiens zum CISM als auch die Teilnahme belgischer Soldaten an Wettbewerben der CISM oder anderer internationaler Sportverbände die speziellen Inhalte des Lehrplanes. Insgesamt wurden in dieser Zeit am Institut unter anderem folgende diplomierte Lehrgänge angeboten:
- Hilfsausbilder für Leibeserziehung und Sport, Dauer sechs Wochen, zugelassen für Unteroffiziere und Offiziere,
- Ausbilder für Leibeserziehung und Sport, Dauer ein Jahr, zugelassen für Unteroffiziere und Offiziere, ausgewählt aus den besten Teilnehmern des Hilfsausbilderlehrganges
- Meister für Leibeserziehung und Sport, Dauer ein Jahr, ausgewählt aus den besten Teilnehmern des Ausbilderlehrganges
- Waffenmeister, Spezialisierungsangebot in Fechten für die Teilnehmer des Meisterkursus

Um die Moral und den Charakter der Soldaten zu stärken, wurden ab 1982 Lehrgänge zur „Überlebensprüfung“ eingeführt, bei dem sowohl weibliche wie männliche Teilnehmer einen physisch wie psychisch anspruchsvollen Militärmarsch von sechs Tagen ohne Kontakt zur Außenwelt und auf sich alleine gestellt absolvieren müssen. Diese Exkursionen fanden anfangs in den Bergen Korsikas statt und werden seit 1991 in den Pyrenäen durchgeführt.
Nachdem 1994 in der belgischen Armee die Wehrpflicht abgeschafft wurde, hatte dies Auswirkungen auf die Lehrpläne des Instituts. Die Sportausbilder der belgischen Streitkräfte wurden nun „Physical Trainer Instructor“ (PTI) genannt und die Lehrpläne komplett neu gegliedert. Dabei spielt das sportmedizinische Labor als unterrichts- und trainingsbegleitende Einrichtung eine weiterhin bedeutende Rolle am KMILE. Unteroffiziere oder Offiziere sowie Anwärter, können seitdem folgende Lehrgänge besuchen:
- Assistent Physical Trainer Instructor, Dauer sechs Wochen
- Physical Trainer Instructor, Dauer ein Jahr, Voraussetzung ist der Assistent PTI
- Spezialisierungskurse von einigen Tagen bis zu mehreren Wochen an.

Das KMILE pflegt intensive Kontakte vor allem zu den ehemaligen belgischen Kolonien und bildet schwerpunktmäßig Soldaten aus Zentralafrika und anderen Staaten zu zertifizierten Sportleitern aus. Zudem kooperiert das Institut seit 2009 mit der flämischen Sportbehörde BLOSO (Bevordering van de Lichamelijke Ontwikkeling, de Sport en de Openluchtrecreatie) und der wallonischen Verwaltung für Leibeserziehung und Sport ADEPS (Administration de l’Éducation physique, du Sport et de la Vie en Plein Air). Dadurch ist es Zivilpersonen möglich, Lehrgänge am Sportinstitut zu besuchen und umgekehrt können die einzelnen der Schule erteilten Diplome zivilrechtlich anerkannt werden. Ebenso besteht ein reger sportlicher und gesellschaftlicher Austausch mit der Zivilbevölkerung Ostbelgiens und den dort ansässigen Vereinen. Daraufhin wurde das Militärinstitut am 16. Oktober 1997 vom Rat der Stadt Eupen zum Ehrenbürger ernannt.

## Anlagen

### Kaserne

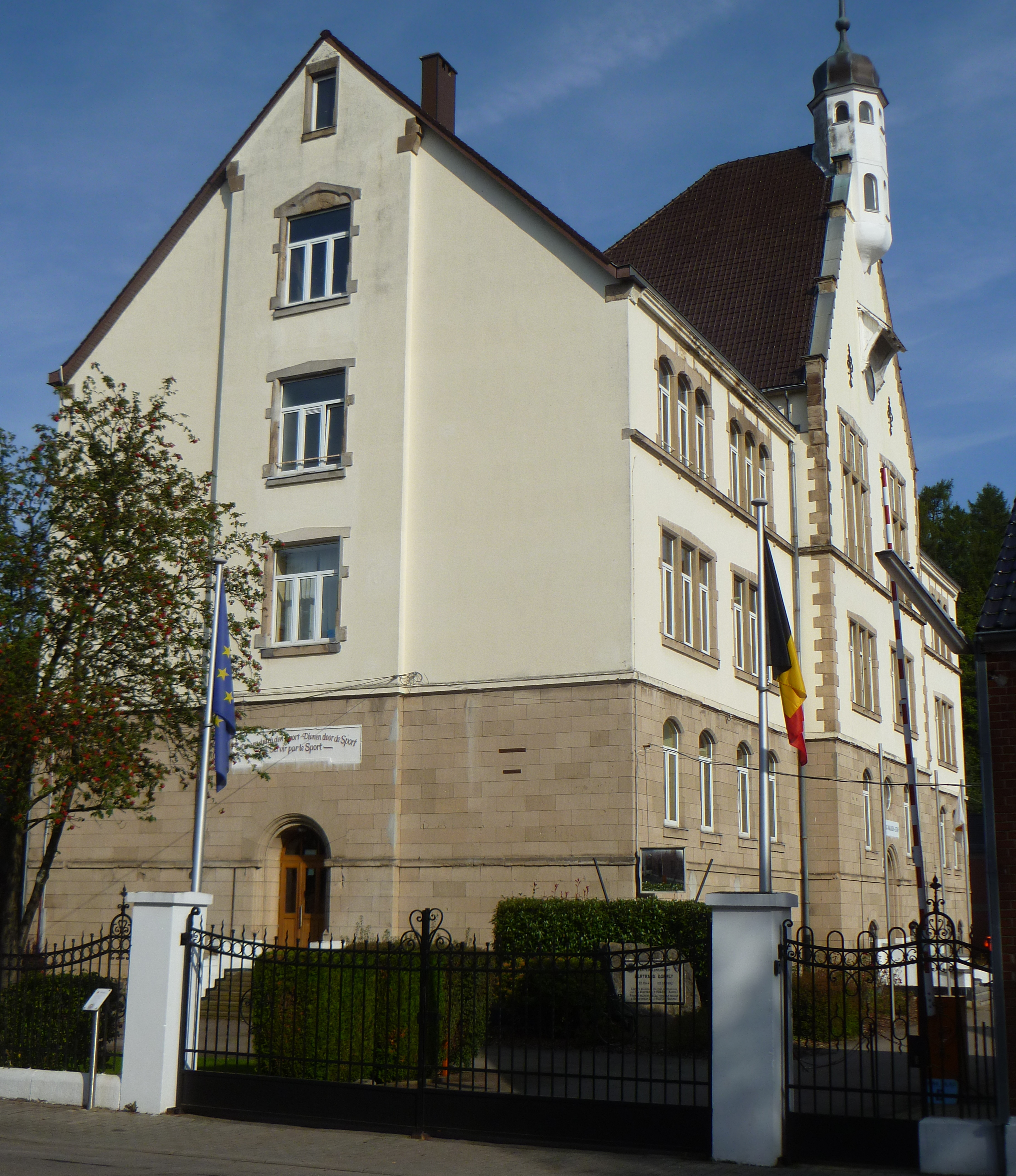
Stabsgebäude
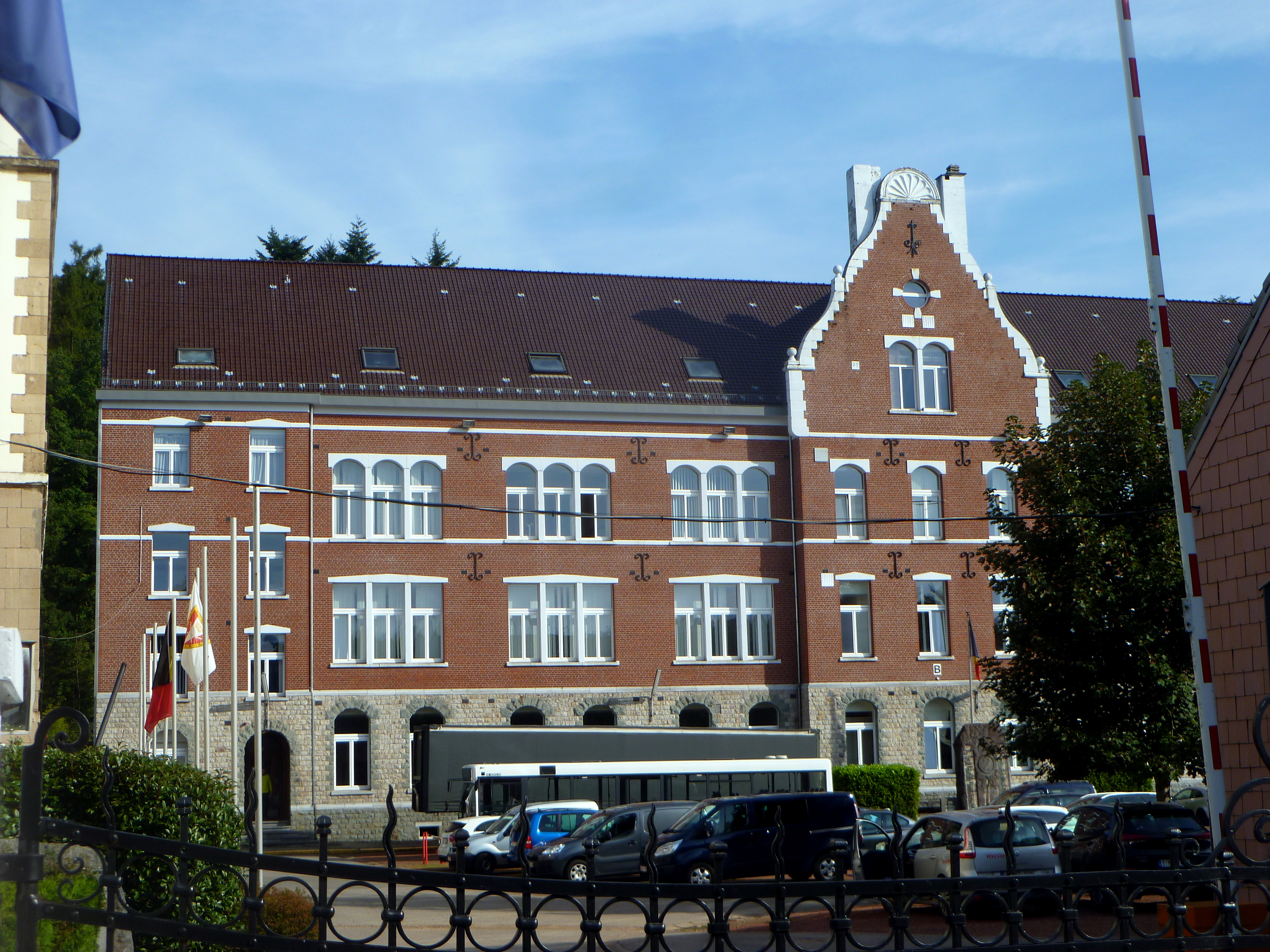
Unterkunftsgebäude

Auf dem Kasernengelände befindet sich das um 1900 errichtete Haus der ehemaligen Wetzlar-Schule, das heute als Stabsgebäude für die Militärverwaltung und die Unterrichtsräume genutzt wird, sowie rechtwinklig seitlich davon der Unterkunftsblock, die zuletzt beide Anfang des 21. Jahrhunderts restauriert wurden. Zusammen mit den Gebäudekomplexen, die zwei Sporthallen und eine Turnhalle, sowie einen Fechtsaal, einen Kampfraum und einen umfangreichen Fitnessraum beinhalten, bilden sie einen großen Innenhof für Paraden und Kundgebungen.

### Gedenkstätten

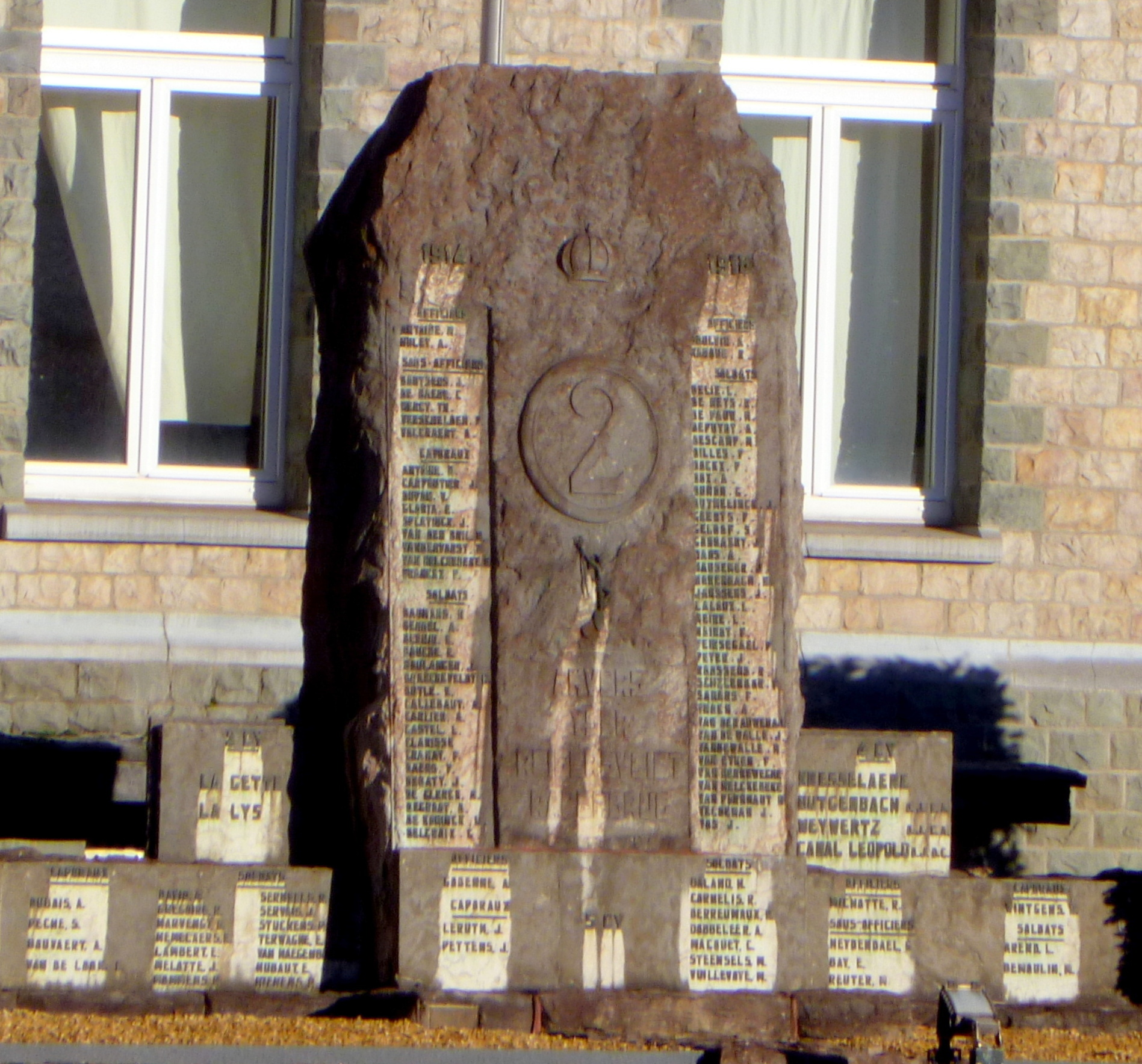
Gedenkstätte für die Opfer des 1. und 2. Weltkrieges
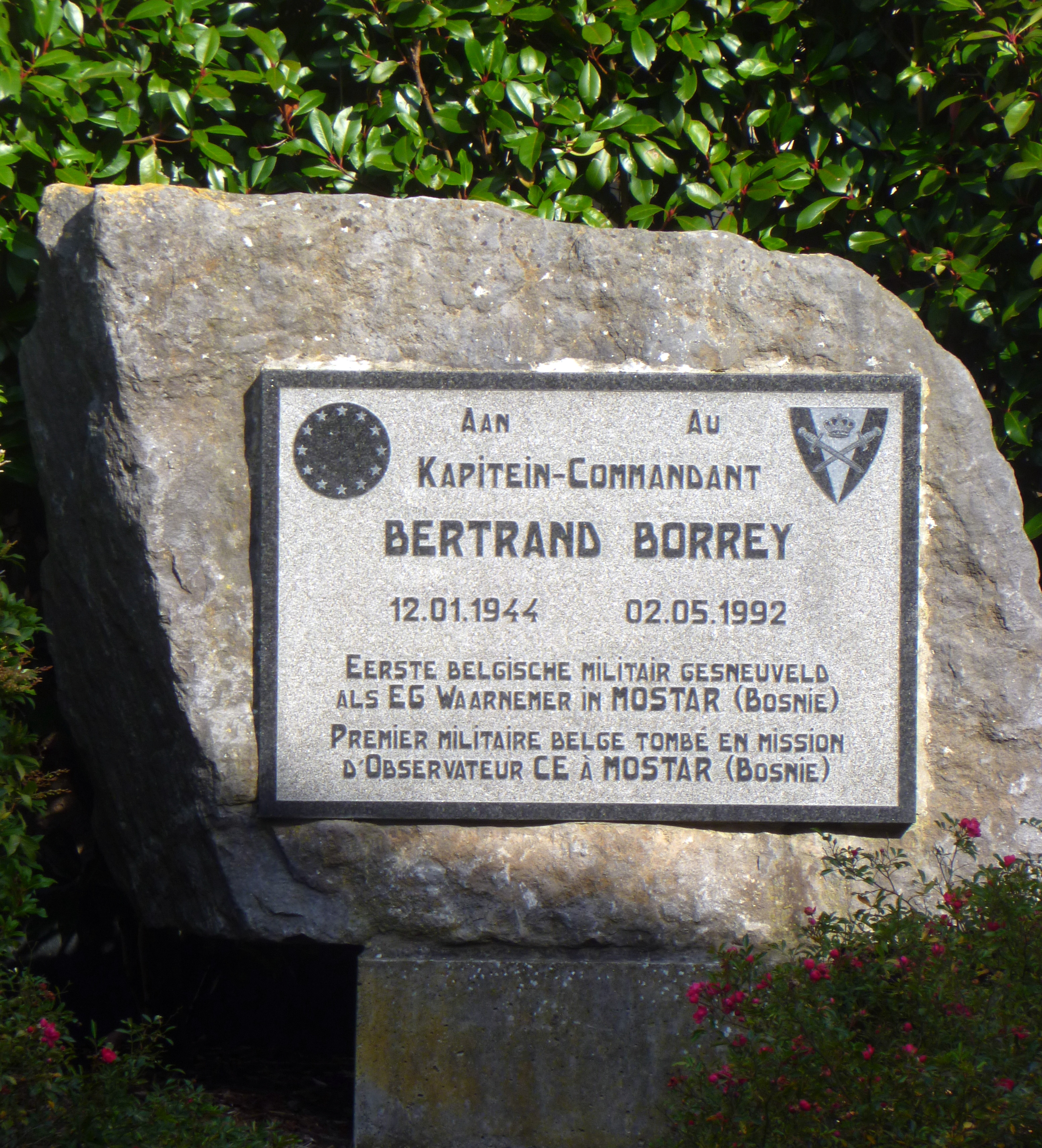
Gedenkstein für Bertrand Borrey

Mittig vor dem Unterkunftstrakt befindet sich eine Gedenkstätte zu Ehren der im Zuge der beiden Weltkriege gefallenen Soldaten des 2. und 4. Regiments der Carabiniers Cyclistes. Sie wurde zunächst 1934 für die Opfer des Ersten Weltkrieges errichtet und besteht aus einem großen Gedenkstein, auf dem die Namen der Soldaten mit ihrem Dienstgrad sowie das Emblem des 2. Regiments und die Jahreszahl 1914 und 1918 eingraviert sind.
Nach dem Zweiten Weltkrieg wurde das Denkmal um weitere Gedenksteine ergänzt, die beiderseits des Hauptsteins aufgestellt wurden. Sie zeigen auf der linken Seite die Namen, den Dienstgrad und die Einsatzorte der Soldaten des 2. und auf der rechten Seite die des 4. Regiments sowie die Jahreszahl 1940 an.
Ein weiterer Gedenkstein in der Nähe des Haupteinganges ist dem Capitaine-Commandant (Stabshauptmann) Bertrand Borrey (1944–1992) gewidmet, der seit 1977 dem Institut angehörte. Er wurde im Verlauf des Bosnienkriegs am 2. Mai 1992 als Beobachter der Europäischen Gemeinschaft in Mostar in der Herzegowina ermordet.

### Außenanlagen

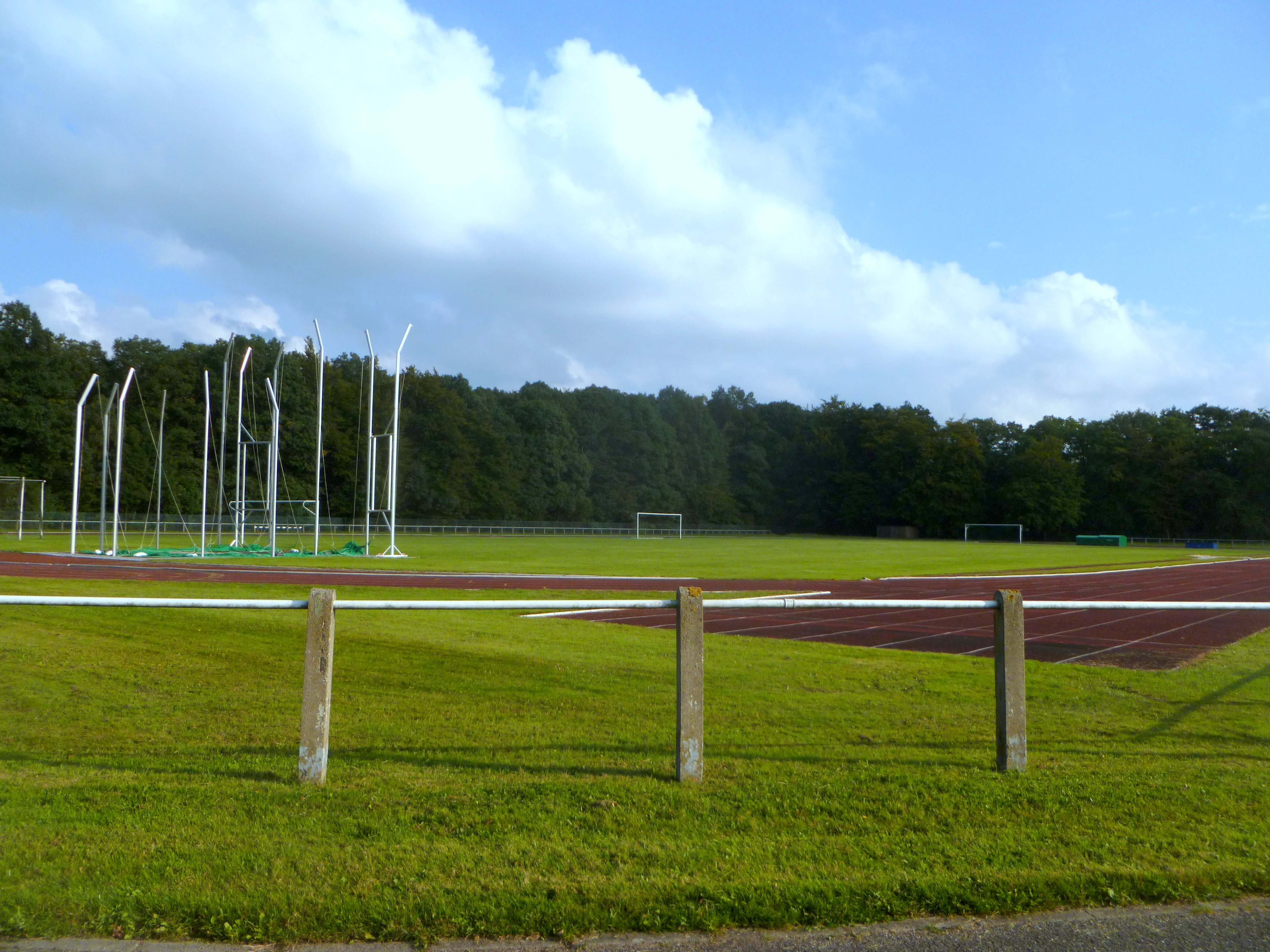
Leichtathletikstadion
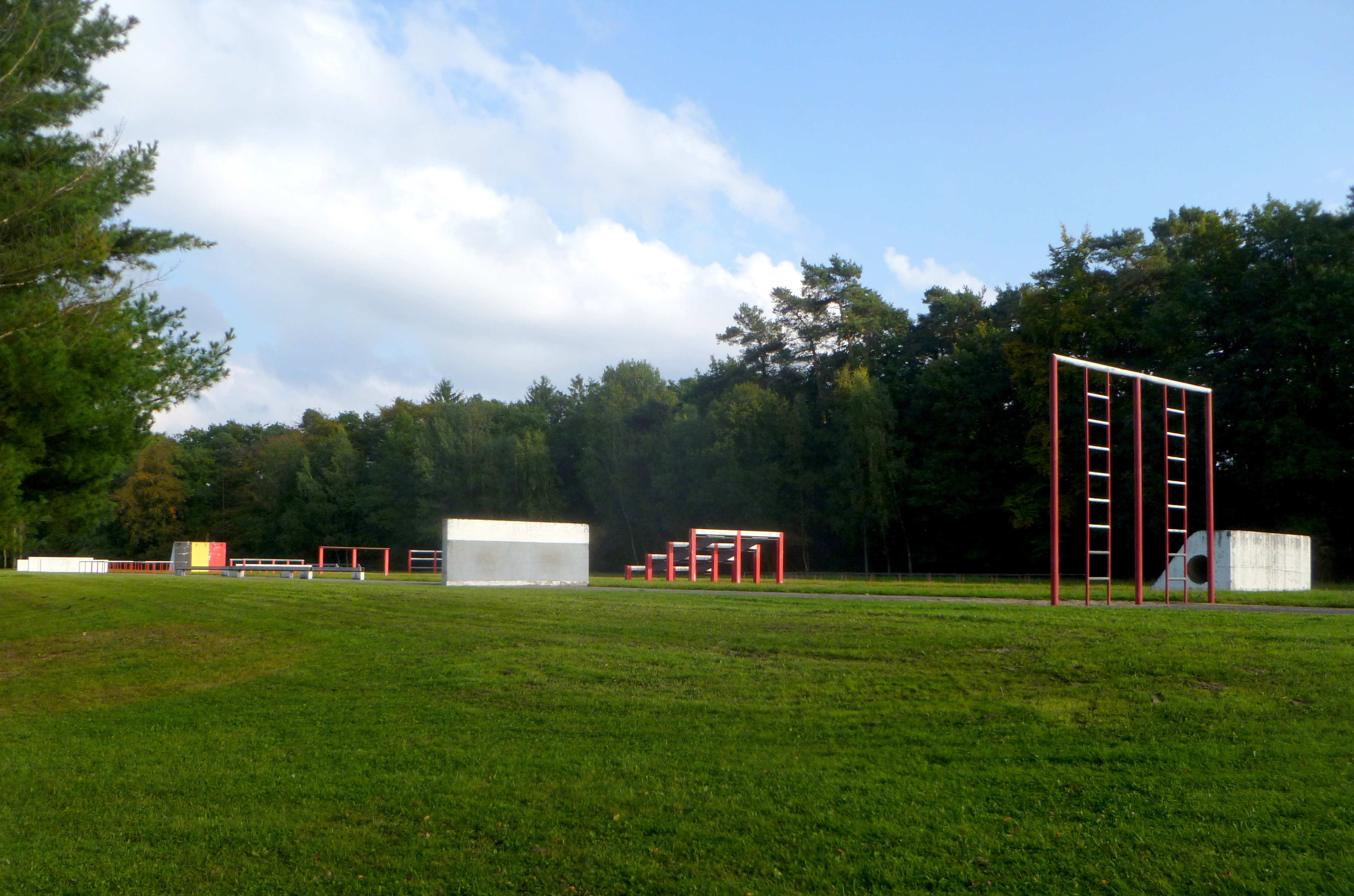
Hindernisbahn

Zentrale Trainingsstätte am Schönefelderweg ist ein Leichtathletikstadion, das die Normen für internationale Wettbewerbe und Meisterschaften erfüllt und auf dem Namen „König Baudouin Stadion“ getauft wurde. Es ist mit acht Rundbahnen ausgestattet, die 1985 als Tartanbahn erneuert wurden und auf der Westseite als Sprintgerade für Sprint-Wettbewerbe bis 110-Meter-Hürdenlauf genutzt werden können. Die Platzinnenfläche ist mit Rasen bepflanzt und kann für Wurfdisziplinen und Ballsportarten hergerichtet und markiert werden.
Eine weitere moderne Sporthalle komplettiert diesen Bereich. Seitlich des Sportplatzes wurde zudem eine anspruchsvolle Hindernisbahn nach den Regeln des CISM errichtet und im angrenzenden Waldbereich ein kleiner Seilgarten angelegt.
Ende Juni 2018 wurde bekannt, dass die Stadt Eupen die Anlagen übernehmen wird, das Militär sie weiter nutzen kann.
Für höhere Ansprüche an Kletter- oder Abseiltechniken steht eine öffentliche Kletteranlage zur Verfügung, die am und auf dem 33 Meter hohen Aussichtsturm an der nur wenige Kilometer entfernten Wesertalsperre installiert wurde. Darüber hinaus bietet der ausgedehnte hügelige Waldbereich der Ausläufer des Hohen Venns gute Möglichkeiten für anspruchsvolles Ausdauertraining.